# Iglesia católica en Colombia

Mapa de las jurisdicciones eclesiásticas de Colombia

La Iglesia católica se estableció en Colombia con el arribo de los conquistadores españoles en el siglo XVI. Junto con las expediciones de conquista venían misioneros de varias órdenes religiosas (especialmente dominicos, agustinos, franciscanos y jesuitas) que se encargaron de evangelizar a los pobladores indígenas, al tiempo que servían a los grupos españoles y criollos establecidos. Dichas órdenes fundaron conventos en distintos puntos del país, especialmente en la región Andina y en la costa caribe.
Al advenir la época colonial, se procedió a la creación de las primeras diócesis en Santa Marta, Cartagena, Santafé de Bogotá, Popayán y Nueva Pamplona. A fines del siglo XVI surgen los primeros seminarios para el clero secular, el cual, por lo demás, siempre adoleció de baja formación en comparación con las órdenes religiosas. Por ello la mayor parte de los obispos durante los siglos XVI y XVII fueron religiosos. El clero secular se encargó de las parroquias de "españoles" y mestizos, y de las doctrinas que iban secularizándose debido a la reducción de la población indígena.

## La Iglesia y el Estado
En la actual Colombia, como en toda América Latina, la Iglesia estuvo sujeta al Estado y sirvió a sus propósitos, durante toda la Época Colonial y parte del siglo XIX. Por ello, se encargó de fundar y dirigir colegios para la educación de las élites criollas (San Bartolomé, El Rosario y la Universidad de Santo Tomás), crear y sostener hospitales, ayudar en la burocracia colonial y en general, servir de instrumento de control y cohesión social.
A finales del siglo XVIII, con las reformas borbónicas comienza a resquebrajarse este esquema, en especial en el aspecto educativo.  Se cuestionó por primera vez la utilidad del sistema escolástico empleado hasta entonces, y se procura una implantación progresiva de programas educativos de tinte ilustrada.
En la Época de Independencia, el clero se dividió entre los que apoyaban al rey (realistas) y los que preferían la independencia absoluta (patriotas). El alto clero (obispos y dignatarios) prefirieron apoyar a los primeros, mientras que curas de parroquia y buena parte de los religiosos, a los segundos. Las investigaciones apuntan a que el papel desempeñado por el clero en la Independencia fue decisivo, pues contribuyó a la movilización y reclutamiento de personas (debido a su notable influencia en las gentes); llegaron incluso a servir como capellanes y jefes militares.
Existe una fuerte y marcada influencia del catolicismo sobre la opinión pública y hasta en asuntos gubernamentales. La Iglesia católica hace presencia en diferentes ámbitos e instituciones nacionales entre las que cabe destacar:
- Las Fuerzas Militares y de Policía. Cuentan con capellanías católicas; el Obispado Castrense de Colombia sirve de manera exclusiva en forma de Diócesis personal, al personal activo y retirado y a sus familiares de las Fuerzas Armadas Colombianas (Ejército Nacional, Fuerza Aérea y Armada nacional) y la Policía Nacional.
- La Nunciatura Apostólica, es decir, la embajada de la Santa Sede en el país.
- El alto grado de fieles de esta iglesia dentro de la población total del país, alrededor del 90% se definen como católicos.
- La entrega de terrenos oficiales o públicos para la construcción de templos católicos.
- El Concordato con la Santa Sede existe y está vigente desde 1887, gracias al cual la Iglesia recuperó bienes y pasó a controlar totalmente la enseñanza pública.[1] A pesar de tener carácter de "tratado internacional perfeccionado", la Corte Constitucional declaró inexequibles algunas de sus disposiciones en 1993;[2] la Conferencia Episcopal Colombiana se manifestó en contra de esta decisión dos semanas después.[3]
- La proporción de católicos en el país hace que se vuelva común hacer referencia a la población y a la jerarquía católicas simplemente como "la Iglesia".

En 1987 se declara la quiebra financiera de la Caja Vocacional siendo liderada por Monseñor Abraham Gaitán Mahecha.

## Otros aspectos
En 1968 se da la primera visita de un Papa, con Pablo VI, en 1986 se produce la visita de Juan Pablo II a Colombia, y en 2017 se produce la visita del Papa Francisco.

## A partir de 1991
Con la Constitución de Colombia de 1991 el Estado colombiano deja de ser confesional católico, se reconoció la igualdad y libertad de cultos. Aunque el Estado no mantiene estadísticas oficiales de filiación religiosa, una encuesta del 2001 revelada por el diario El Tiempo, indica que un 80% de la población se declara católica.
El 31 de octubre de 2012 el Obispo Juan Vicente Córdoba, Secretario General de la Conferencia Episcopal Colombiana, anunció que la Iglesia católica buscaría feligreses en los centros comerciales, colocando parroquias en dichos establecimientos de comercio.
La beatificación de Mariano de Jesús Euse Hoyos (el "padre Marianito") y de 7 religiosos de San Juan de Dios y, sobre todo, la canonización de la madre Laura Montoya, fundadora de las Misioneras de María Inmaculada y Santa Catalina de Siena (lauritas), tuvieron gran cubrimiento noticioso.  Su aporte va más allá del aspecto religioso, llega a tener implicaciones etnográficas y políticas.
En 2017 se produce la visita del papa Francisco a Colombia.